# Świniowy
Świniowy (niem. Swinow) – część Lędzin położona na północy miasta.
Nazwa Świniowy pochodzi od dzików, które niegdyś wyrządzały mieszkańcom szkody. W 1790 na tym terenie ulokowano niemieckich kolonistów. W okresie II Rzeczpospolitej (1922–1939) Świniowy wchodziły w skład gminy Lędziny. W latach 1945–1951 Świniowy należały do gminy zbiorowej Lędziny, a w latach 1951–1954 do gminy Hołdunów. W latach 1954–1956 Świniowy wchodziły w skład gromady Hołdunów, którą zniesiono 1 stycznia 1956 w związku z nadaniem jej statusu osiedla. W 1961 osiedle Hołdunów zostało włączone do osiedla Lędziny. W 1966 Lędziny otrzymały prawa miejskie (wówczas Świniowy stały się częścią miasta), a w latach 1975–1991 wchodziły w skład miasta Tychy. Dnia 2 kwietnia 1991 Lędziny odzyskały prawa miejskie, wtedy Świniowy stały się ponownie częścią usamodzielnionych Lędzin.